# Governo do Vietnã Livre
O Governo do Vietnã Livre ou Governo Provisório do Vietnã Livre (em vietnamita: Chính phủ Lâm thời Việt Nam Tự do) foi uma organização política anticomunista fundada em 30 de abril de 1995 por Nguyen Hoang Dan. Foi dissolvida em 2013. Afirmava ser um governo não reconhecido no exílio da República do Vietnã, com sede nas cidades norte-americanas de Garden Grove, Califórnia, e Missouri City, Texas.

## Ações
Em 1999, a polícia vietnamita prendeu 38 indivíduos suspeitos de serem membros do Governo do Vietnã Livre e apreendeu 37 quilos de explosivos em conexão com um plano para explodir estátuas de Ho Chi Minh a fim de interromper os festivais nacionais do Vietnã.
Em setembro de 2000, o Governo do Vietnã Livre foi acusado de envolvimento em um incêndio criminoso no complexo da Embaixada do Vietnã em Londres, Inglaterra.
Em abril de 2001, o Governo do Vietnã Livre esteve envolvido na explosão de uma bomba na embaixada vietnamita em Phnom Penh, ferindo um guarda.
Em setembro de 2001, a polícia filipina acusou três membros suspeitos de supostamente planejarem um atentado a bomba contra a embaixada vietnamita em Manila. 
Em outubro de 2001, o Governo do Vietnã Livre ganhou maior atenção quando um membro, Vo Duc Van, foi preso no Aeroporto John Wayne (Aeroporto do Condado de Orange) pela tentativa de atentado à bomba contra a embaixada vietnamita em Bangkok, Tailândia. A prisão provocou protestos do governo comunista vietnamita para pressionar os Estados Unidos a encerrar o Governo do Vietnã Livre e levou a investigações do FBI sobre Nguyen Huu Chanh e a organização, além de manifestações em apoio ao Vo Duc Van por parte de comunidades vietnamitas-norte-americanas.

## Base no Camboja
KC-702 era uma base militar operada pelo Governo Provisório do Vietnã Livre, provavelmente localizada no Camboja, perto da fronteira com o Vietnã. Acredita-se que tenha sido usada para ajudar a planejar o atentado fracassado à Embaixada do Vietnã no Laos. O estado atual do campo é desconhecido. No entanto, em 1999, vários membros do grupo foram capturados no Camboja com armas, deportados para o Vietnã e acusados.